# 나미카
나미카(Namika, 1991년 ~ )는 독일의 가수, 래퍼이다.

## 음반 목록
- Nador (2015)
- Que Walou (2018)